# 河合村立角川中学校
河合村立角川中学校（かわいそんりつ　つのがわちゅうがっこう）は、かつて岐阜県吉城郡河合村（現・飛騨市）に存在した公立中学校。

## 概要
- 吉城郡河合村の中学校であった。角川小学校に併設され、角川小中学校とも称した。
- 1962年、河合村内の5つの中学校（羽根中・保中・元田中・稲越中・角川中）を統合し、河合中学校の新設により廃校。

## 沿革
- 1947年（昭和22年）4月1日 - 河合村に河合村立河合中学校〈旧〉が開校。本校は角川小学校の校舎の一部を使用。
- 1948年（昭和23年）4月1日 - 河合中学校〈旧〉が廃校。角川小学校に併設して、河合村立角川中学校として開校。
- 1962年（昭和37年）4月1日 - 河合村内の5つの中学校が統合され、河合村立河合中学校の新設により廃校。名目上の統合であり、角川中学校は河合中学校角川教室となる。
- 1963年（昭和38年）11月 - 角川教室を廃止。